# St. Jozef Kapel in Biest-Houtakker

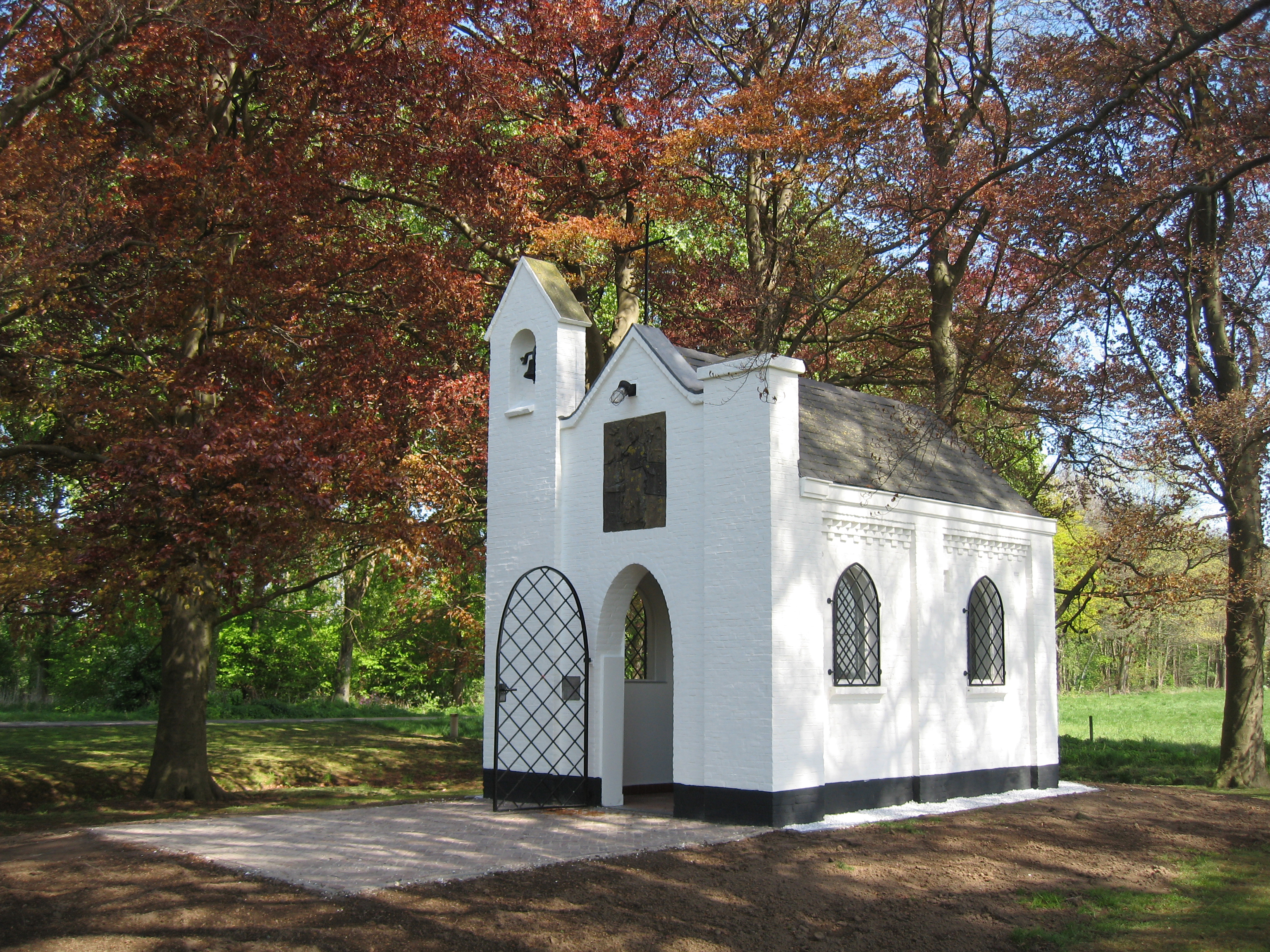
St. Jozef Kapel in Biest-Houtakker

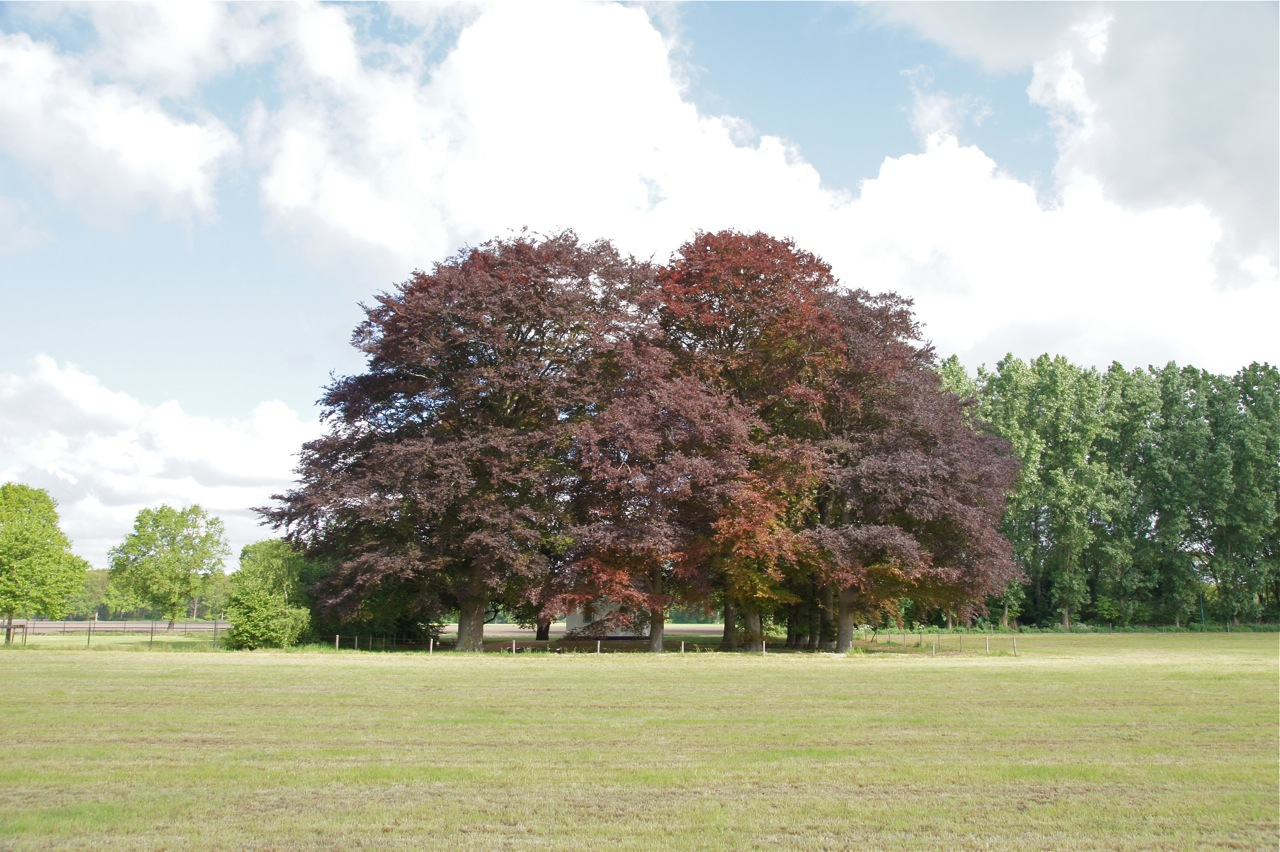
Kapel tussen de bomen

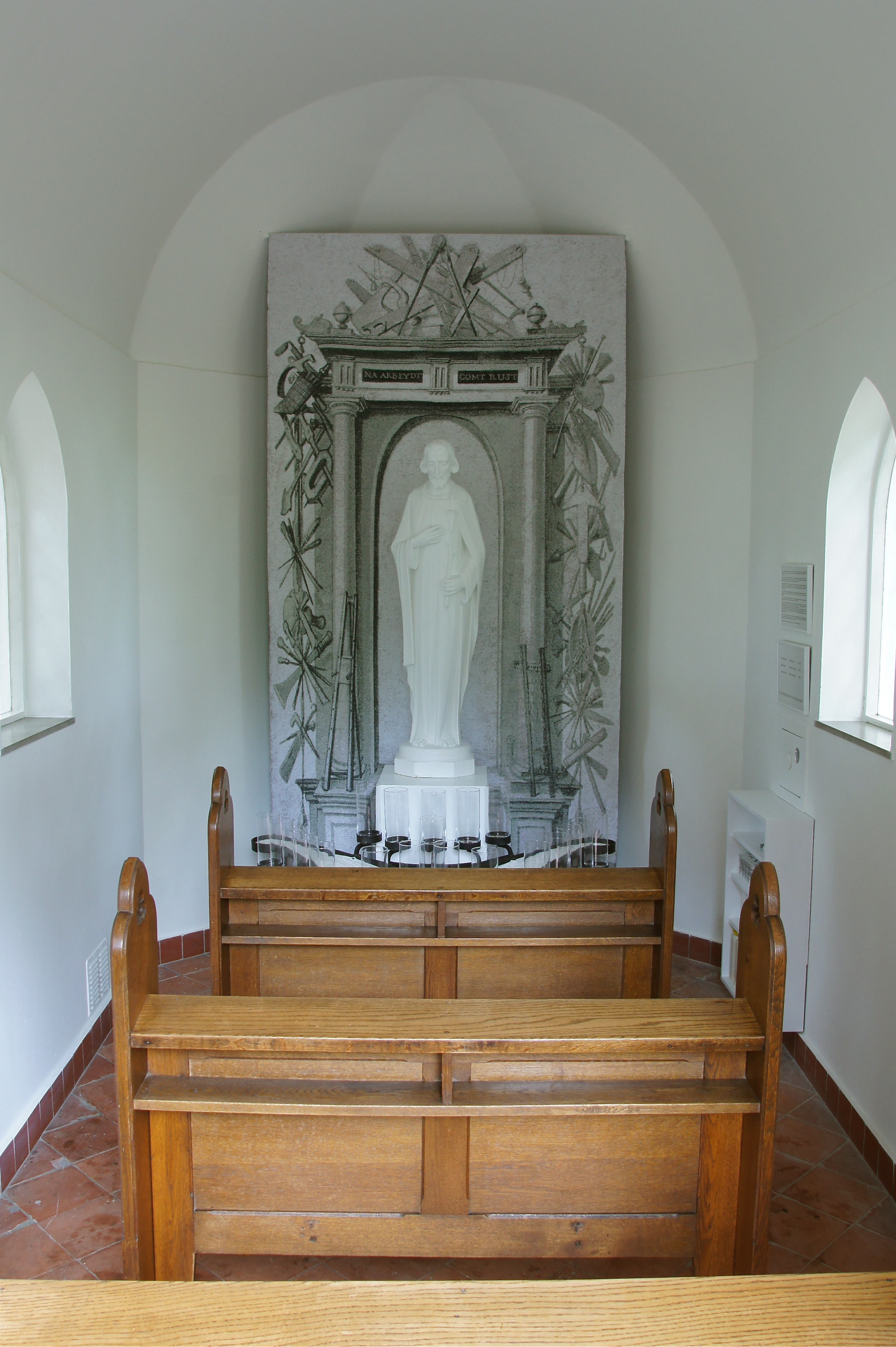
St. Jozef Kapel in Biest-Houtakker interieur

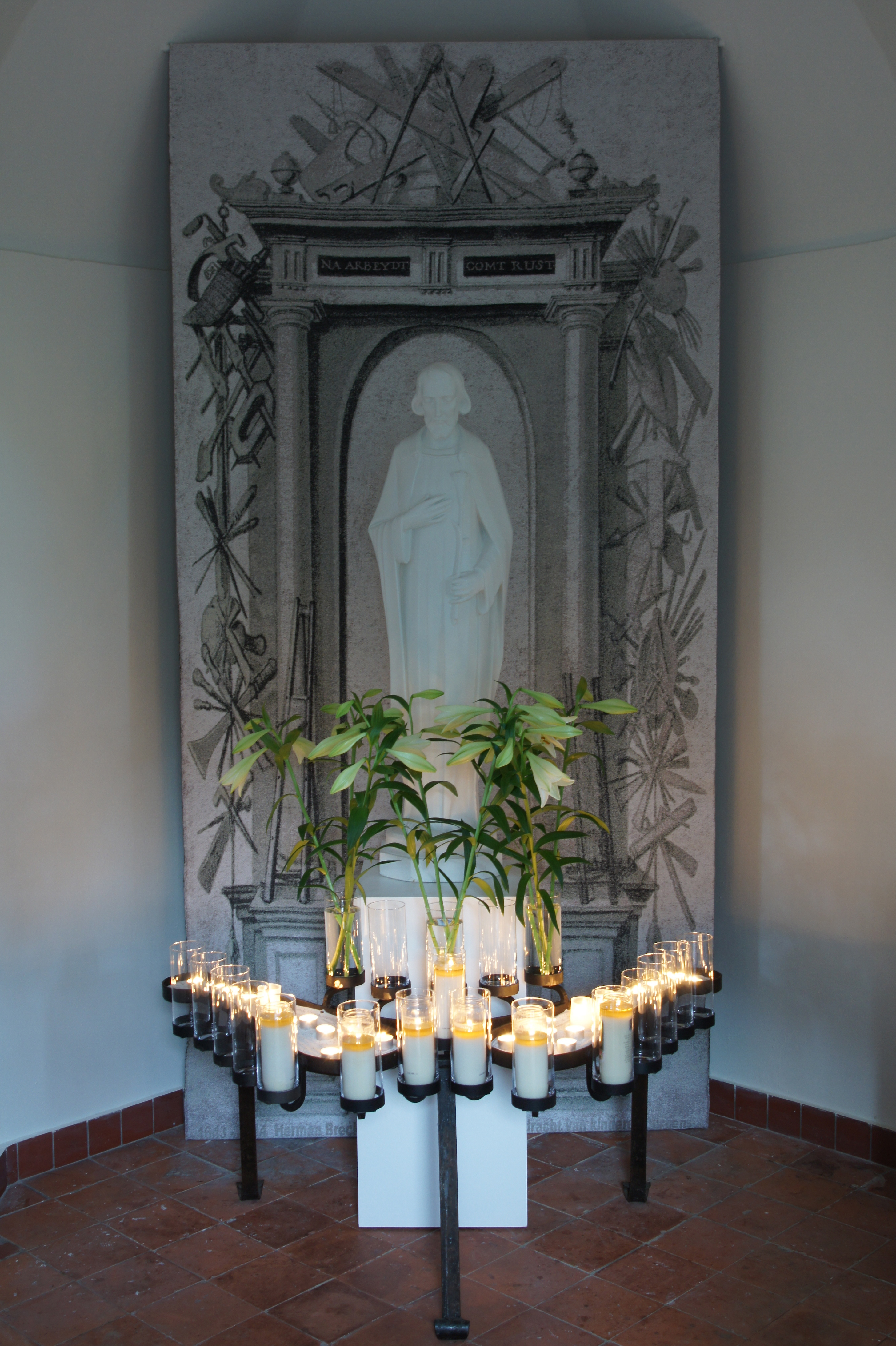
Wandkleed in St. Jozef Kapel

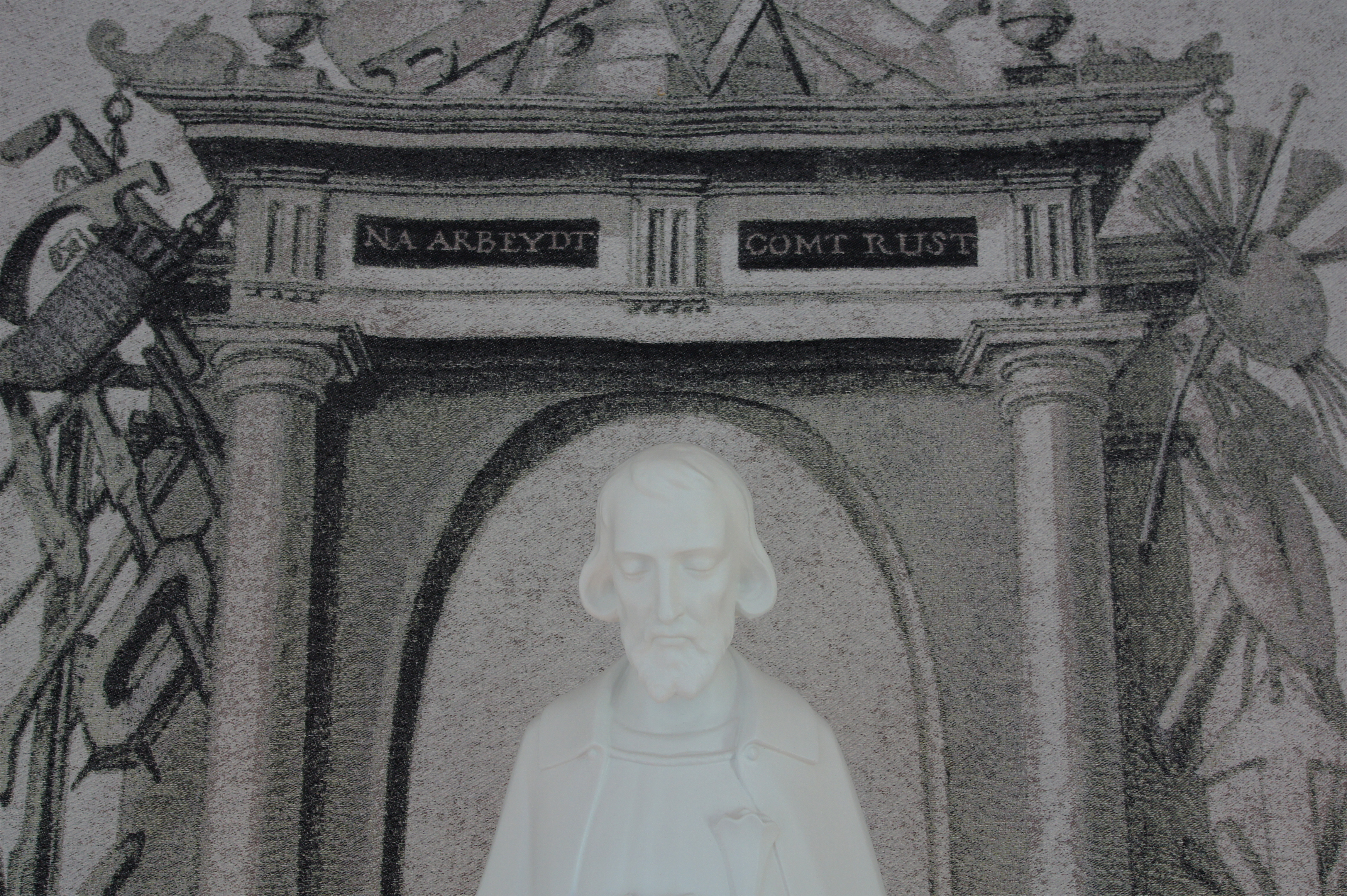
Detail wandkleed

De St. Jozef Kapel in Biest-Houtakker is een kapel, gewijd aan Sint Jozef,  die gelegen is op de Westrik (een verbastering van Westerwijk), een buurtschap in Biest-Houtakker. Anders dan Oisterwijk (Oosterwijk) is Westrik niet uitgegroeid tot een dorp. De kapel is gebouwd in 1906 en sindsdien enkele keren veranderd en gerestaureerd. Op de plaats van de kapel hebben eerder kapellen gestaan, vermoedelijk al vanaf de achtste eeuw. Het is het hoogste punt van de omgeving, die in vroegere tijden begrensd werd door twee stroompjes: de Leye en de Hilver.

## Geschiedenis
Volgens een legende zouden op de plaats van de kapel Sint Willibrordus en Sint Lambertus, grondleggers van het Christendom in de Lage Landen, elkaar ontmoet hebben. Daar zou dan een eerste 'heiligdom' gebouwd zijn, dat later bekend was als de Lambertuskapel. 
Blijkbaar was de kapel rond 1500 ernstig in verval geraakt. Want in een brief van Karel V, die  bewaard wordt in het archief van de Beekse Sint-Petrusparochie, wordt toestemming verleend tot wederopbouw van de kapel. Van 1600 tot 1800 deed de kapel dienst als schuilkerk, omdat na de reformatie de katholieken geen erediensten meer mochten houden in de Sint Petruskerk.
De kapel raakte in de 19e eeuw opnieuw in verval, maar werd in 1910 gerestaureerd en tot  Mariakapel gemaakt. Zij kwam in 1944 bij de strijd tussen Duitse en Amerikaanse troepen in het schootsveld te liggen. In 1967 is de kapel, dankzij een gift van een Tilburgse textielfabrikant, wederom hersteld. De kapel werd nu aan Sint Jozef gewijd. Familie van de gever zorgde ervoor dat beeldend kunstenaar Guido Geelen 46 jaar later de kapel kon verfraaien.

## Interieur
In overleg met de parochie kregen drie kerkbanken uit de H. Antonius van Padua Kerk te Biest-Houtakker en een smeedijzeren kandelaar uit de H. Andrianuskerk te Esbeek een plaats in de kapel. Achter het beeld van Sint Jozef hangt een geweven wollen wandkleed. De omlijsting met de illusie van een nis is een eigentijdse vertaling van de prent uit 1643 gemaakt door Herman Breckerveld als titelblad voor het gildeboek van het Sint-Josephsgilde te Arnhem. Dit is een verwijzing naar de textielhistorie van de familie Jurgens die de kapel geadopteerd heeft. Het doek is geweven op de moderne computergestuurde Dornier-jacquardweefmachine in het laboratorium van het TextielMuseum te Tilburg. Het brede altaar is vervangen door een ranke sokkel.
De witte lelies worden in de volksmond ook weleens “Sint Jozefs staf” genoemd en zijn een symbool van zijn rechtvaardigheid en zuiverheid